# 동대문운동장
동대문운동장(東大門運動場, Dongdaemun Stadium)은 대한민국 서울특별시에 있었던 스포츠 시설 단지다. 개장 당시 명칭은 '경성운동장'이었고 1945년에 '서울운동장'으로 명칭을 변경했다. 서울종합운동장이 개장되면서 1985년에 '동대문운동장'으로 개칭하였다. 정확하게는 동대문운동장이 축구장과 야구장을 비롯한 모든 체육 시설을 통칭하는 용어이지만 축구장을 동대문운동장 그리고 야구장은 동대문야구장으로 구분해서 부르기도 한다. 운동장에는 스포츠 용품점과 벼룩시장이 있었으나, 기존 스포츠 용품 시장 기능은 2호선 종합운동장역 7번 출구 방향으로, 벼룩시장 기능은 인근 신설동의 서울풍물시장으로 이전되었다. 독립운동가 김구와 의친왕의 아들인 이우의 장례식이 거행된 장소다.

## 역사
본래 동대문운동장 터의 일부는 조선시대 치안을 담당하던 하도감과 군사훈련을 담당하던 훈련도감이 있던 곳이다. 또 일부는 서울성곽이 있던 곳으로 성곽을 통과하는 수문이던 이간수문도 있었는데, 2008년 동대문운동장 재개발 과정에서 발견되었다.
경성운동장(京城運動場)은 훈련원 동쪽 광희문과 동대문 사이의 공원지에 해당하는 대지 22,700평에 총공사비 155,000원을 들여서 만든 동양 제일의 경기장이었는데, 1925년에 조선총독부가 히로히토 일본 제국 황태자 결혼 기념 사업에 따라 경성부에 건립했다. 경성운동장은 경성부 토목과장인 이와시로(岩城)의 공사 지휘로 1925년 5월 24일 기공해서 동년 10월 15일에 개장식을 거행하였으며 개장 당시 수용 인원은 25,800명이었다. 또한 육상 경기장, 야구장, 수영장, 테니스장이 부속 건물로 건립되었다.
1945년 해방 후 이름이 서울운동장으로 바뀌었고, 1959년에는 야구장이 재개장하였다. 동대문운동장은 운동경기와 함께 대규모 집회 등 현대사에 큰 일들이 있었던 곳이다. 1984년 서울종합운동장(현 잠실종합운동장)이 개장되어 1985년 1월부터 동대문운동장으로 개칭되었다.

## 시설

### 주경기장
동대문운동장 주경기장은 축구와 육상을 할 수 있는 다목적 경기장으로 실제 경기는 1926년부터 개최되었으며 주로 축구 경기에 많이 사용되었기 때문에 동대문축구장으로 많이 불리었다. 2002년 대학축구경기를 마지막으로 2003년 3월 1일부로 폐쇄되었으며, 그 후 주차장 시설과 동대문 풍물시장이 축구장 필드 자리에 들어섰다.
2007년 8월 22일 신설동으로 이사를 하였고 2008년 4월 30일 완전히 이전 되었다. 2008년 5월 14일 굿바이 동대문축구장 행사가 열렸고 이후 철거가 시작되었다.
대한민국 축구의 클래식 더비 매치인 경평축구대항전을 비롯하여 한국 프로축구 수퍼리그의 역사적인 원년 출범 경기를 비롯해서 일화 천마 (현 성남 FC)가 1989 시즌부터 1995 시즌까지, LG 치타스 (현 FC 서울)가 1990 시즌부터 1995 시즌까지, 유공 코끼리 (현 제주 유나이티드)가 1991 시즌부터 1995 시즌까지 홈 경기장으로 사용하였다. 1996년 서울 연고 공동화 정책으로 서울 연고 프로축구단들이 지방으로 연고지를 이전한 후에는 K리그의 중립 경기와 특정 리그컵 경기들이 벌어졌으나 2000년 10월 22일 성남 일화 천마와 수원 삼성 블루윙즈의 리그컵 (아디다스컵) 결승전 경기를 마지막으로 프로축구 경기는 더 이상 열리지 않았다.
또한 잠실올림픽주경기장이 개장하기 전까지 대한민국 축구 국가대표팀의 홈구장으로 수많은 A매치가 열려 한때 한국 축구의 성지로 불리기도 했으며 대통령배 국제축구대회와 1988년 하계 올림픽 당시 브라질 대 아르헨티나의 8강전을 비롯한 국제축구대회들의 경기들이 개최되었다.
한편, 1996년 연고지를 천안-안양으로 각각 이전한 일화 LG는 당시 홈구장으로 쓰인 천안오룡경기장 안양종합운동장에 야간조명시설이 없어 그 해에 대부분 동대문운동장에서 홈경기를 치뤘으며 안양종합운동장은 1997년 5월 야간조명이 설치됐고 일화는 앞서 본 것처럼 1996년 연고지를 천안으로 옮기면서 홈구장으로 사용한 천안오룡경기장에 조명시설이 없어 야간경기가 불가피한 혹서기에 접어들자 1999년 동대문운동장에서 4번 홈경기를 치렀다.

#### 동대문운동장이 가진 축구 기록
- K리그 개막전이 개최되면서 1호골을 비롯한 각종 경기 1호 기록을 가진 경기장
- 대한민국 프로축구 최초의 동일 연고지 구단간의 경기를 일컫는 지역 더비가 개최된 경기장
- 대한민국 축구 최초의 서포터스 클럽인 유공 코끼리 팬클럽이 생긴 경기장

### 야구장
1925년 개장되어 주로 동대문야구장으로 불리었으며 1959년 8월 재개장되었다. 2007년 11월 마지막 경기를 끝냈다.

### 수영장
1938년 개장되어 주로 동대문수영장으로 불리었으며 1993년 폐쇄되었다.

## 철거
2007년 12월 18일 동대문야구장부터 철거를 시작하여 2008년 5월 14일 '굿바이 동대문운동장' 행사를 진행하고 동대문운동장 축구장이 철거작업에 들어갔다. 운동장 터에서 조선 시대의 치성과 이간수문이 발굴되어 화제가 되었다.
그러나 동대문운동장의 역사성을 감안해 흔적을 남긴다는 차원에서 주경기장 동쪽 관중석 뒷편에 있던 조명탑을 철거하지 않고 보존하고 있으며 주경기장의 성화대도 철거 과정에서 떼낸 뒤 공원 내부에 전시하고 있다. 또한 영상, 사진, 소품들을 정리하여 전시하고 있는 동대문운동장 기념관을 운영하고 있다. 이후 2009년 5월 21일 동대문역사문화공원이 개장하였으며, 2014년 3월 21일에는 동대문디자인플라자(DDP)가 개장했다.

## 기록

### 1968년 AFC 청소년 축구 선수권 대회

#### 1차 조별 예선

##### A조
| 날짜           | 팀 1     | 스코어 | 팀 2 | 라운드 |
| -------------- | -------- | ------ | ---- | ------ |
| 1968년 5월 2일 | 대한민국 | 4 - 1  | 홍콩 |        |
| 1968년 5월 2일 | 태국     | 3 - 0  | 일본 |        |
| 1968년 5월 4일 | 홍콩     | 2 - 2  | 태국 |        |
| 1968년 5월 5일 | 대한민국 | 3 - 0  | 일본 |        |
| 1968년 5월 7일 | 일본     | 0 - 0  | 홍콩 |        |
| 1968년 5월 8일 | 대한민국 | 3 - 1  | 태국 |        |

##### B조
| 날짜           | 팀 1     | 스코어 | 팀 2     | 라운드 |
| -------------- | -------- | ------ | -------- | ------ |
| 1968년 5월 3일 | 필리핀   | 3 - 1  | 싱가포르 |        |
| 1968년 5월 3일 | 미얀마   | 4 - 0  | 남베트남 |        |
| 1968년 5월 5일 | 남베트남 | 1 - 0  | 필리핀   |        |
| 1968년 5월 5일 | 미얀마   | 5 - 0  | 싱가포르 |        |
| 1968년 5월 8일 | 미얀마   | 5 - 0  | 싱가포르 |        |
| 1968년 5월 8일 | 싱가포르 | 3 - 1  | 남베트남 |        |

##### C조
| 날짜           | 팀 1       | 스코어 | 팀 2       | 라운드 |
| -------------- | ---------- | ------ | ---------- | ------ |
| 1968년 5월 4일 | 말레이시아 | 2 - 1  | 인도       |        |
| 1968년 5월 4일 | 이스라엘   | 7 - 0  | 중화민국   |        |
| 1968년 5월 7일 | 인도       | 3 - 0  | 중화민국   |        |
| 1968년 5월 7일 | 이스라엘   | 4 - 0  | 말레이시아 |        |
| 1968년 5월 9일 | 이스라엘   | 2 - 0  | 인도       |        |
| 1968년 5월 9일 | 말레이시아 | 4 - 1  | 중화민국   |        |

#### 2차 조별 예선

##### 1조
| 날짜            | 팀 1     | 스코어 | 팀 2   | 라운드 |
| --------------- | -------- | ------ | ------ | ------ |
| 1968년 5월 11일 | 이스라엘 | 2 - 0  | 태국   |        |
| 1968년 5월 12일 | 이스라엘 | 1 - 1  | 미얀마 |        |
| 1968년 5월 13일 | 미얀마   | 3 - 1  | 태국   |        |

##### 2조
| 날짜            | 팀 1       | 스코어 | 팀 2       | 라운드 |
| --------------- | ---------- | ------ | ---------- | ------ |
| 1968년 5월 11일 | 대한민국   | 3 - 1  | 필리핀     |        |
| 1968년 5월 12일 | 말레이시아 | 2 - 1  | 필리핀     |        |
| 1968년 5월 13일 | 대한민국   | 4 - 0  | 말레이시아 |        |

#### 준결승전
| 날짜            | 팀 1     | 스코어   | 팀 2       | 라운드 |
| --------------- | -------- | -------- | ---------- | ------ |
| 1968년 5월 15일 | 대한민국 | 1 - 1(1) | 미얀마     |        |
| 1968년 5월 15일 | 이스라엘 | 0 - 1    | 말레이시아 |        |

#### 3위 결정전
| 날짜            | 팀 1     | 스코어 | 팀 2     | 라운드 |
| --------------- | -------- | ------ | -------- | ------ |
| 1968년 5월 16일 | 대한민국 | 0 - 0  | 이스라엘 |        |

#### 결승전
| 날짜            | 팀 1   | 스코어 | 팀 2 | 라운드 |
| --------------- | ------ | ------ | ---- | ------ |
| 1968년 5월 16일 | 미얀마 | 4 - 0  | 태국 |        |

### 1971년 박대통령컵 쟁탈 아시아축구대회
| 날짜            | 팀 1     | 스코어 | 팀 2       | 라운드      |
| --------------- | -------- | ------ | ---------- | ----------- |
| 1971년 5월 11일 | 대한민국 | 3 - 0  | 인도네시아 | 준결승      |
| 1971년 5월 11일 | 버마     | 6 - 1  | 말레이시아 | 준결승      |
| 1971년 5월 13일 | 대한민국 | 0 - 0  | 버마       | 결승        |
| 1971년 5월 15일 | 대한민국 | 0 - 0  | 버마       | 결승 재경기 |

### 1974년 박대통령컵 쟁탈 아시아축구대회
| 날짜            | 팀 1      | 스코어      | 팀 2          | 라운드 |
| --------------- | --------- | ----------- | ------------- | ------ |
| 1974년 5월 18일 | 대한민국  | 3 - 0       | 버마          | 준결승 |
| 1974년 5월 18일 | PSMS 메단 | 0(3) - 0(2) | 크메르 공화국 | 준결승 |
| 1974년 5월 18일 | 대한민국  | 7 - 1       | PSMS 메단     | 결승   |

### 1978년 박대통령컵 쟁탈 국제축구대회
| 날짜            | 팀 1              | 스코어 | 팀 2                      | 라운드 |
| --------------- | ----------------- | ------ | ------------------------- | ------ |
| 1978년 9월 9일  | 대한민국 화랑     | 3 - 2  | 워싱턴 디플로매츠         | A조    |
| 1978년 9월 9일  | 말레이시아        | 2 - 1  | 바레인                    | A조    |
| 1978년 9월 10일 | 대한민국 충무     | 0 - 4  | 파울리스타 U-21           | D조    |
| 1978년 9월 14일 | 레바논            | 1 - 6  | 미국 올림픽팀             | C조    |
| 1978년 9월 15일 | 뉴질랜드          | 3 - 0  | 아인트라흐트 프랑크푸르트 | B조    |
| 1978년 9월 15일 | 파스 테헤란 FC    | 3 - 0  | FAR 라바트                | B조    |
| 1978년 9월 16일 | 멕시코 XI         | 0 - 3  | 워싱턴 디플로매츠         | 8강    |
| 1978년 9월 16일 | 대한민국 화랑     | 4 - 1  | 미국 올림픽팀             | 8강    |
| 1978년 9월 17일 | 파스 테헤란 FC    | 1 - 2  | 대한민국 충무             | 8강    |
| 1978년 9월 17일 | 파울리스타 U-21   | 0 - 1  | FAR 라바트                | 8강    |
| 1978년 9월 19일 | 대한민국 화랑     | 1 - 0  | 대한민국 충무             | 준결승 |
| 1978년 9월 19일 | 워싱턴 디플로매츠 | 3 - 1  | FAR 라바트                | 준결승 |
| 1978년 9월 21일 | 대한민국 충무     | 2 - 1  | FAR 라바트                | 준결승 |
| 1978년 9월 21일 | 대한민국 화랑     | 2 - 1  | 워싱턴 디플로매츠         | 결승   |

### 1979년 대통령배 국제축구대회
| 날짜            | 팀 1          | 스코어      | 팀 2          | 라운드     |
| --------------- | ------------- | ----------- | ------------- | ---------- |
| 1979년 9월 8일  | 대한민국 화랑 | 8 - 0       | 수단          | A조        |
| 1979년 9월 8일  | 바레인        | 2 - 0       | 방글라데시    | A조        |
| 1979년 9월 9일  | 태국          | 2 - 0       | 인도네시아    | B조        |
| 1979년 9월 9일  | 대한민국 충무 | 1 - 2       | 비토리아 FC   | B조        |
| 1979년 9월 10일 | 수단          | 4 - 1       | 방글라데시    | A조        |
| 1979년 9월 10일 | 바레인        | 1 - 0       | 스리랑카      | A조        |
| 1979년 9월 11일 | 비토리아 FC   | 3 - 1       | 인도네시아    | B조        |
| 1979년 9월 11일 | 태국          | 1 - 1       | 말레이시아 B  | B조        |
| 1979년 9월 17일 | 인도네시아    | 2 - 3       | 말레이시아 B  | B조        |
| 1979년 9월 17일 | 대한민국 충무 | 1 - 0       | 태국          | B조        |
| 1979년 9월 19일 | 비토리아 FC   | 2(5) - 2(4) | 바레인        | 준결승     |
| 1979년 9월 19일 | 대한민국 화랑 | 4 - 1       | 대한민국 충무 | 준결승     |
| 1979년 9월 21일 | 대한민국 충무 | 0 - 1       | 바레인        | 3위 결정전 |
| 1979년 9월 21일 | 대한민국 화랑 | 1 - 2       | 비토리아 FC   | 결승       |

### 1980년 대통령배 국제축구대회
| 날짜            | 팀 1          | 스코어 | 팀 2         | 라운드 |
| --------------- | ------------- | ------ | ------------ | ------ |
| 1980년 8월 23일 | 대한민국 화랑 | 2 - 0  | 말레이시아 B | 예선   |
| 1980년 8월 23일 | 인도네시아    | 2 - 1  | 태국         | 예선   |
| 1980년 8월 23일 | 대한민국 충무 | 1 - 0  | 바레인       | 예선   |
| 1980년 9월 2일  | 대한민국 화랑 | 2 - 0  | 인도네시아   | 결선   |

### 1981년 대통령배 국제축구대회
| 날짜            | 팀 1          | 스코어 | 팀 2             | 라운드     |
| --------------- | ------------- | ------ | ---------------- | ---------- |
| 1981년 6월 13일 | 대한민국 화랑 | 1 - 1  | LB 샤토루        | A조        |
| 1981년 6월 13일 | 일본          | 0 - 1  | 1. FC 자르브뤼켄 | A조        |
| 1981년 6월 13일 | 라싱 코르도바 | 6 - 0  | 말레이시아       | A조        |
| 1981년 6월 22일 | 인도네시아    | 2 - 3  | 리히텐슈타인     | B조        |
| 1981년 6월 22일 | 태국          | 0 - 2  | 몰타             | B조        |
| 1981년 6월 22일 | 다누비오 FC   | 1 - 1  | 비토리아 FC      | B조        |
| 1981년 6월 24일 | 다누비오 FC   | 0 - 2  | 대한민국 화랑    | 준결승     |
| 1981년 6월 24일 | 라싱 코르도바 | 2 - 1  | 비토리아 FC      | 준결승     |
| 1981년 6월 26일 | 비토리아 FC   | 1 - 0  | 다누비오 FC      | 3위 결정전 |
| 1981년 6월 26일 | 라싱 코르도바 | 2 - 2  | 대한민국 화랑    | 결승전     |

### 1982년 대통령배 국제축구대회
| 날짜            | 팀 1               | 스코어 | 팀 2              | 라운드     |
| --------------- | ------------------ | ------ | ----------------- | ---------- |
| 1982년 6월 5일  | 대한민국 화랑      | 0 - 2  | PSV 에인트호번    | A조        |
| 1982년 6월 5일  | 인도               | 0 - 1  | 인도네시아 올스타 | A조        |
| 1982년 6월 6일  | 바이어 04 레버쿠젠 | 1 - 2  | 말레이시아        | B조        |
| 1982년 6월 6일  | 할렐루야 축구단    | 3 - 3  | 오페라리우 FC     | B조        |
| 1982년 6월 16일 | PSV 에인트호번     | 3 - 4  | 오페라리우 FC     | 준결승     |
| 1982년 6월 16일 | 할렐루야 축구단    | 1 - 2  | 대한민국 화랑     | 준결승     |
| 1982년 6월 18일 | PSV 에인트호번     | 5 - 0  | 할렐루야 축구단   | 3위 결정전 |
| 1982년 6월 18일 | 오페라리우 FC      | 0 - 0  | 대한민국 화랑     | 결승       |

### 1983년 대통령배 국제축구대회
| 날짜            | 팀 1               | 스코어 | 팀 2           | 라운드     |
| --------------- | ------------------ | ------ | -------------- | ---------- |
| 1983년 6월 4일  | 대한민국           | 3 - 1  | 제노아 CFC     | A조        |
| 1983년 6월 4일  | 미국               | 2 - 2  | 인도네시아     | A조        |
| 1983년 6월 4일  | 태국               | 0 - 0  | 나이지리아     | A조        |
| 1983년 6월 5일  | PSV 에인트호번     | 1 - 0  | 가나           | B조        |
| 1983년 6월 5일  | 유공 코끼리 축구단 | 2 - 0  | 뉴질랜드       | B조        |
| 1983년 6월 7일  | 뉴질랜드           | 2 - 0  | 가나           | B조        |
| 1983년 6월 7일  | PSV 에인트호번     | 4 - 0  | 수단           | B조        |
| 1983년 6월 8일  | 태국               | 3 - 0  | 인도네시아     | A조        |
| 1983년 6월 8일  | 제노아 CFC         | 0 - 3  | 미국           | A조        |
| 1983년 6월 8일  | 대한민국           | 1 - 0  | 나이지리아     | A조        |
| 1983년 6월 15일 | 대한민국           | 1 - 0  | 가나           | 준결승     |
| 1983년 6월 15일 | PSV 에인트호번     | 2 - 1  | 미국           | 준결승     |
| 1983년 6월 17일 | 가나               | 5 - 0  | 미국           | 3위 결정전 |
| 1983년 6월 17일 | 대한민국           | 2 - 3  | PSV 에인트호번 | 결승       |

### 1984년 대통령배 국제축구대회
| 날짜            | 팀 1            | 스코어      | 팀 2                | 라운드     |
| --------------- | --------------- | ----------- | ------------------- | ---------- |
| 1984년 5월 30일 | 대한민국        | 3 - 2       | 바이어 04 레버쿠젠  | A조        |
| 1984년 5월 30일 | 알리안사 리마   | 0 - 0       | 과테말라            | A조        |
| 1984년 5월 31일 | 방구 AC         | 4 - 0       | 태국                | B조        |
| 1984년 5월 31일 | 할렐루야 축구단 | 1 - 1       | 세르클러 브뤼허 KSV | B조        |
| 1984년 6월 7일  | 대한민국        | 1 - 2       | 할렐루야 축구단     | 준결승     |
| 1984년 6월 7일  | 방구 AC         | 1(4) - 1(2) | 바이어 04 레버쿠젠  | 준결승     |
| 1984년 6월 9일  | 대한민국        | 2 - 1       | 바이어 04 레버쿠젠  | 3위 결정전 |
| 1984년 6월 9일  | 할렐루야 축구단 | 1 - 2       | 방구 AC             | 결승       |

### 1985년 대통령배 국제축구대회

#### 1라운드
| 날짜           | 팀 1                   | 스코어 | 팀 2            | 라운드 |
| -------------- | ---------------------- | ------ | --------------- | ------ |
| 1985년 6월 1일 | 대한민국 88 올림픽팀   | 4 - 2  | 바레인          | A조    |
| 1985년 6월 1일 | 방구 AC                | 3 - 2  | 리르서 SK       | B조    |
| 1985년 6월 2일 | CA 우라칸              | 1 - 0  | 태국            | C조    |
| 1985년 6월 2일 | 가나                   | 1 - 2  | 캐나다          | D조    |
| 1985년 6월 3일 | 바레인                 | 3 - 2  | 말레이시아      | A조    |
| 1985년 6월 3일 | 리르서 SK              | 3 - 5  | 이라크          | B조    |
| 1985년 6월 4일 | 대한민국 월드컵 대표팀 | 1 - 1  | CA 우라칸       | C조    |
| 1985년 6월 4일 | 캐나다                 | 0 - 0  | 센트랄 에스파뇰 | D조    |

#### 2라운드
| 날짜            | 팀 1                      | 스코어 | 팀 2            | 라운드 |
| --------------- | ------------------------- | ------ | --------------- | ------ |
| 1985년 6월 12일 | 바레인                    | 1 - 1  | 센트랄 에스파뇰 | A조    |
| 1985년 6월 12일 | 대한민국 월드컵 대표팀    | 1 - 1  | 방구 AC         | A조    |
| 1985년 6월 13일 | CA 우라칸                 | 1 - 2  | 캐나다          | B조    |
| 1985년 6월 13일 | 대한민국 88 올림픽 대표팀 | 1 - 0  | 이라크          | B조    |

#### 결선 토너먼트
| 날짜            | 팀 1                      | 스코어      | 팀 2                      | 라운드     |
| --------------- | ------------------------- | ----------- | ------------------------- | ---------- |
| 1985년 6월 15일 | 대한민국 월드컵 대표팀    | 2 - 0       | 이라크                    | 준결승     |
| 1985년 6월 15일 | 대한민국 88 올림픽 대표팀 | 1(4) - 1(2) | 방구 AC                   | 준결승     |
| 1985년 6월 17일 | 이라크                    | 1(4) - 1(5) | 방구 AC                   | 3위 결정전 |
| 1985년 6월 17일 | 대한민국 월드컵 대표팀    | 1 - 0       | 대한민국 88 올림픽 대표팀 | 결승       |

### 1987년 대통령배 국제축구대회
| 날짜           | 팀 1                | 스코어 | 팀 2   | 라운드 |
| -------------- | ------------------- | ------ | ------ | ------ |
| 1987년 6월 8일 | 대한민국 A팀        | 1 - 0  | 헝가리 | A조    |
| 1987년 6월 8일 | 데포르티보 에스타뇰 | 1 - 0  | 태국   | A조    |
| 1987년 6월 8일 | 이집트              | 3 - 1  | 미국   | A조    |

### 1988년 대통령배 국제축구대회
| 날짜            | 팀 1                 | 스코어 | 팀 2                 | 라운드 |
| --------------- | -------------------- | ------ | -------------------- | ------ |
| 1988년 6월 21일 | 잠비아 올림픽 대표팀 | 2 - 1  | 세리에 C U-21 선발팀 | A조    |
| 1988년 6월 21일 | 대한민국 A팀         | 1 - 2  | 클루브 아틀라스      | A조    |
| 1988년 6월 24일 | 클루브 아틀라스      | 2 - 3  | 체코슬로바키아       | 8강    |
| 1988년 6월 24일 | FK 벨레주 모스타르   | 0 - 1  | 대한민국 A팀         | 8강    |

### 1988년 하계 올림픽 축구
| 날짜            | 팀 1           | 스코어 | 팀 2       | 라운드 |
| --------------- | -------------- | ------ | ---------- | ------ |
| 1988년 9월 20일 | 오스트레일리아 | 0 - 3  | 브라질     | D조    |
| 1988년 9월 21일 | 이라크         | 0 - 2  | 이탈리아   | B조    |
| 1988년 9월 22일 | 오스트레일리아 | 1 - 0  | 나이지리아 | D조    |
| 1988년 9월 25일 | 브라질         | 1 - 0  | 아르헨티나 | 8강    |

### 1990년 FIFA 월드컵 아시아 지역 예선
| 날짜            | 팀 1       | 스코어 | 팀 2       | 라운드 |
| --------------- | ---------- | ------ | ---------- | ------ |
| 1990년 5월 23일 | 네팔       | 0 - 2  | 말레이시아 | 4조    |
| 1990년 5월 23일 | 대한민국   | 3 - 0  | 싱가포르   | 4조    |
| 1990년 5월 25일 | 대한민국   | 9 - 0  | 네팔       | 4조    |
| 1990년 5월 25일 | 말레이시아 | 1 - 0  | 싱가포르   | 4조    |
| 1990년 5월 27일 | 네팔       | 0 - 3  | 싱가포르   | 4조    |
| 1990년 5월 27일 | 대한민국   | 3 - 0  | 말레이시아 | 4조    |

### 1995년 코리아컵 국제축구대회
| 날짜            | 팀 1       | 스코어 | 팀 2       | 라운드 |
| --------------- | ---------- | ------ | ---------- | ------ |
| 1995년 6월 7일  | 코스타리카 | 2 - 0  | 리우 선발  | A조    |
| 1995년 6월 7일  | 대한민국   | 5 - 1  | 킬마녹 FC  | A조    |
| 1995년 6월 10일 | 대한민국   | 2 - 3  | 잠비아     | 준결승 |
| 1995년 6월 10일 | 에콰도르   | 2 - 1  | 코스타리카 | 준결승 |
| 1995년 6월 12일 | 에콰도르   | 1 - 0  | 잠비아     | 결승   |

### 1996년 AFC 청소년 축구 선수권 대회
| 날짜             | 팀 1         | 스코어      | 팀 2           | 라운드  |
| ---------------- | ------------ | ----------- | -------------- | ------- |
| 1996년 10월 17일 | 방글라데시   | 1 - 6       | 아랍에미리트   | A조     |
| 1996년 10월 17일 | 대한민국     | 4 - 0       | 태국           | A조     |
| 1996년 10월 19일 | 대한민국     | 3 - 0       | 아랍에미리트   | A조     |
| 1996년 10월 19일 | 이란         | 0 - 0       | 태국           | A조     |
| 1996년 10월 21일 | 태국         | 2 - 3       | 아랍에미리트   | A조     |
| 1996년 10월 21일 | 이란         | 0 - 0       | 방글라데시     | A조     |
| 1996년 10월 23일 | 이란         | 0 - 0       | 아랍에미리트   | A조     |
| 1996년 10월 23일 | 대한민국     | 5 - 2       | 방글라데시     | A조     |
| 1996년 10월 25일 | 이란         | 1 - 2       | 대한민국       | A조     |
| 1996년 10월 25일 | 태국         | 1 - 0       | 방글라데시     | A조     |
| 1996년 10월 31일 | 아랍에미리트 | 2(4) - 2(3) | 일본           | 3-4위전 |
| 1996년 10월 31일 | 대한민국     | 3 - 0       | 중화인민공화국 | A조     |

### 1999년 코리아컵 국제축구대회
| 날짜            | 팀 1       | 스코어 | 팀 2   | 라운드 |
| --------------- | ---------- | ------ | ------ | ------ |
| 1999년 6월 13일 | 크로아티아 | 2 - 2  | 이집트 | 1차전  |
| 1999년 6월 16일 | 크로아티아 | 2 - 1  | 멕시코 | 2차전  |
| 1999년 6월 18일 | 멕시코     | 2 - 0  | 이집트 | 3차전  |

## 참고 문헌
- 《동대문역사문화공원부지 발굴조사 동대문운동장 유적1》. 서울특별시·재단법인 중원문화재연구소. 2011.
- 〈동대문운동장〉. 《한국민족문화대백과사전》. 한국학중앙연구원.
- 〈동대문운동장〉. 《두피디아》. 두산.
- 홍성인 (2005년 10월 19일). “[K-리그 꿈의구장]제 1탄 동대문 운동장①”. 한국프로축구연맹.
- 홍성인 (2005년 10월 19일). “[K-리그 꿈의구장]제 2탄 동대문 운동장②”. 한국프로축구연맹.
- 신영민 (2014년 3월 11일). “[영상기획] '동대문운동장' 82년 역사... 그리고 오늘”. 조선일보. 2017년 11월 18일에 원본 문서에서 보존된 문서. 2017년 11월 17일에 확인함.
- 이의재 (2007년 9월 10일). “안녕 ! 한국 축구의 성지 1편 '제 1편' 슬픈 현실”. 서울특별시축구협회. 2018년 12월 29일에 원본 문서에서 보존된 문서. 2018년 12월 29일에 확인함.
- 이의재 (2007년 9월 10일). “'안녕 ! 한국 축구의 성지' - 2편. 2007년 9월의 동대문 운동장”. 서울특별시축구협회.
- 이의재, 김태석 (2007년 9월 10일). “'안녕 ! 한국 축구의 성지' - 3편. 시간, 동대문 운동장을 말하다”. 서울특별시축구협회.

## 같이 보기
- 동대문 디자인 플라자
- 서울월드컵경기장
- 서울종합운동장
- 목동운동장
- 효창운동장
- 동대문역사문화공원역 (옛 동대문운동장역)